# My Beautiful Son
My Beautiful Son (também conhecido por Strange Relations) é um telefilme britânico de 2001, dirigido por Paul Seed, e estrelado por Paul Reiser, Julie Walters e Olympia Dukakis.

## Enredo
Um psiquiatra nova-iorquino leva vida despreocupada e confortável. Ao ficar doente e descobrir que sofre de leucemia, decide cruzar o oceano para encontrar sua mãe verdadeira, a fim de passar a limpo sua história e procurar respostas.

## Elenco
- Paul Reiser	...	Jerry Lipman
- Julie Walters	...	Sheila Fitzpatrick
- Olympia Dukakis	...	Esther Lipman
- Amy Robbins	...	Maureen
- Amber Sealey	...	Ellen
- Lachele Carl	...	Sharna
- George Wendt	...	Howard
- Todd Boyce	...	Oncologista
- Nicola Barnfield	...	Gwen
- Mary Cunningham	...	Mrs. Brailsford
- Gregory Fossard	...	Antony
- Rowan Humphries	...	Emma
- Tony Maudsley	...	Frank
- Suzanne Hitchmough	...	Mavis

## Recepção
Gareth McLean escreveu no The Guardian que "apesar do enredo, o filme é assustadoramente comovente".